# Bethesda Statement on Open Access Publishing
Das Bethesda Statement on Open Access Publishing (Deutsch Bethesda-Erklärung zu open access) ist eine Erklärung vom 20. Juli 2003, in dem erstmals eine Definition veröffentlicht wurde, was unter einer Open-Access-Publikation verstanden wird. Während es in der Budapest Open Access Initiative (BOAI) vom Februar 2002 um die kostenfreie Online-Verfügbarkeit zu wissenschaftlichen Zeitschriftenartikeln ging, wird in der Bethesda-Erklärung der Schwerpunkt auf das elektronische Open-Access-Publizieren gelegt. Auch die Bethesda-Erklärung bezieht sich in erster Linie auf wissenschaftliche Fachzeitschriften, der Wortlaut der Erklärung ist jedoch nicht darauf beschränkt.

## Inhalt der Erklärung
Am 11. April 2003 fand am Howard Hughes Medical Institute in Chevy Chase (Maryland) ein Treffen statt, bei dem 24 Personen (darunter David J. Lipman, Marc Kirschner, Patrick O. Brown, Harold E. Varmus, Richard J. Roberts, Gerald M. Rubin und Peter Suber), das Thema „besserer Zugang zu wissenschaftlicher Literatur“ diskutierten.
In der drei Monate später publizierten Erklärung werden zwei Bedingungen festgelegt, die Veröffentlichungen erfüllen müssen, damit sie als Open Access gelten: ein kostenfreies, weltweites, unwiderrufliches, dauerhaftes Zugangsrecht und eine Lizenz zum Kopieren, zur Nutzung, zur Verbreitung und zur Erstellung abgeleiteter Werke sowie eine Hinterlegung in einem Online-Repositorium, das den freien Zugang, die Interoperabilität und die Langzeitarchivierung gewährleistet.
Eine wichtige Erweiterung im Vergleich zur BOAI ist demnach, dass von der Originalpublikation abgeleitete Werke erstellt werden dürfen, die ebenfalls frei verbreitet werden dürfen.

## Bedeutung
Gemeinsam mit der schon erwähnten BOAI und der Berliner Erklärung über offenen Zugang zu wissenschaftlichem Wissen etablierte das Bethesda-Statement den Begriff Open Access, unter dem Prinzipien und Initiativen zusammengefasst werden, die versuchen, den Zugang zu Wissenschaft zu verbessern.
Das Statement entstand durch die Zusammenarbeit von Vertretern von Forschungseinrichtungen, wissenschaftlichen Fachgesellschaften, Bibliotheken und Verlagen.